# Свадьба Кречинского (фильм, 1974)
«Свадьба Кречинского» — советский двухсерийный художественный телевизионный цветной фильм, снятый режиссёром Владимиром Воробьёвым на киностудии «Ленфильм» в 1974 году и по мотивам одноимённой пьесы А. В. Сухово-Кобылина.
Фильм создан по заказу Государственного Комитета Совета Министров СССР по телевидению и радиовещанию.

## Сюжет
Заядлый картёжник Михаил Васильевич Кречинский проигрывает крупную сумму денег. Дабы избежать позора и отдать долги, Кречинский решает жениться на богатой девушке. Но для того, чтобы получить благословение отца и ускорить свадьбу, ему снова приходится пойти на обман…

## В ролях
- Виктор Костецкий — Михаил Васильевич Кречинский
- Алла Семак — Лидочка Муромская
- Лев Петропавловский — Пётр Константинович Муромский
- Зоя Виноградова — Анна Антоновна Атуева
- Борис Смолкин — Иван Антонович Расплюев
- Виталий Копылов — Фёдор, камердинер Кречинского
- Игорь Соркин — Никанор Савич Бек, ростовщик
- Вячеслав Тимошин — Владимир Дмитриевич Нелькин (озвучивал Александр Демьяненко)
- Владимир Колосов — Щебнев, купец
- Владимир Капула — Тишка, швейцар

## Съёмочная группа
- Грим — Наталья Эленбоген и Татьяна Павлова.
- Костюмы — Ирина Ведерникова.
- Художник — Грачья Мекинян.
- Оператор — Генрих Маранджян.
- Монтаж — Раиса Изаксон.
- Музыка — Александр Колкер.
- Стихи — Ким Рыжов.
- Исполнение музыки — оркестр Ленинградского театра Музыкальной Комедии:
- Дирижёр — Владимир Рылов.
- Балетмейстеры — С. Кузнецов, Н. Пельцер и Г. Замуэль.
- Хормейстер — Альберт Гротэль.
- Директор картины — Леонид Светлов.
- Сценаристы — Владимир Воробьев и Ким Рыжов.
- Режиссёр — Владимир Воробьев.

## Интересные факты
- Либретто «Свадьба Кречинского» написано композитором Александром Колкером и поэтом и либреттистом Кимом Рыжовым по первой части знаменитой трилогии А. В. Сухово-Кобылина: «Свадьба Кречинского» (1854), «Дело» (1861) и «Смерть Тарелкина» (1869).
- Фильм «Свадьба Кречинского» (1974) снят Владимиром Воробьёвым на основе его же спектакля, поставленного в Ленинградском театре Музыкальной Комедии, с теми же актёрами. Однако это не телеверсия спектакля, а самостоятельный телефильм, снятый на натуре и в павильонах киностудии «Ленфильм».
- Экранизация пьесы «Свадьба Кречинского» вышла на экраны спустя ровно 120 лет после создания оригинальной пьесы Сухово-Кобылина.
- В музыкальном эпизоде, когда ростовщик Бек принимает убогие заклады от бедняков (непосредственно перед сценой, в которой Кречинский приносит в лавку Бека перстень), момент заклада отчаявшимся человеком своего креста проходит без слов. Но на самом деле в партитуре мюзикла в этом месте в вокальной партии Бека есть слова:

А ты в долги в трактире влез,
Душа великоросская?
Зачем тебе нательный крест,
Когда твой бог — «Смирновская»?
- В 1981 году на фирме «Мелодия» была записана аудиоверсия фильма, и в 1982 году выпущен двойной диск-гигант (2LP). Правда, в аудиоальбоме состав исполнителей претерпел существенные изменения: партии Кречинского, Лидочки и Муромского вместо игравших в спектакле и фильме Виктора Костецкого, Аллы Семак и Льва Петропавловского, записали более популярные артисты — Михаил Боярский, Елена Дриацкая и Владислав Стржельчик соответственно. Борис Смолкин (Расплюев), Зоя Виноградова (Атуева), Виталий Копылов (Фёдор), Игоpь Соpкин (Бек), Владимир Капула (Тишка), Вячеслав Тимошин (Нелькин) и Владимир Колосов (Щебнев), также игравшие в спектакле и фильме, приняли участие и в записи аудиоверсии.
- «Свадьба Кречинского» Александра Колкера является одной из двух советских пьес — наряду с рок-оперой Алексея Рыбникова «Звезда и смерть Хоакина Мурьеты», — получивших воплощение во всех трёх формах, принятых в мировой практике: аудиоальбом, спектакль и кинофильм. Интересно, что обе эти пьесы обрели таковой статус одновременно — в 1982 году.